# Crotophaga sulcirostris
Crotophaga sulcirostris е вид птица от семейство Cuculidae. Видът е незастрашен от изчезване.

## Разпространение
Разпространен е в Аржентина, Аруба, Белиз, Бразилия, Канада, Чили, Колумбия, Коста Рика, Еквадор, Салвадор, Гватемала, Хондурас, Мексико, Никарагуа, Панама, Перу, САЩ и Венецуела.